# Condado de Lancaster (Carolina do Sul)
O Condado de Lancaster é um dos 46 condados do Estado americano da Carolina do Sul. A sede do condado é Lancaster, e sua maior cidade é Lancaster. O condado possui uma área de 1 438 km² (dos quais 16 km² estão cobertos por água), uma população de 61 351 habitantes, e uma densidade populacional de 43 hab/km² (segundo o censo nacional de 2000). O condado foi fundado em 1798.